# Полден (Аризона)
Полден (англ. Paulden) — переписна місцевість (CDP) в США, в окрузі Явапай штату Аризона. Населення — 5567 осіб (2020).

## Географія
Полден розташований за координатами 34°53′24″ пн. ш. 112°29′38″ зх. д. / 34.89000° пн. ш. 112.49389° зх. д. (34.889889, -112.493777).  За даними Бюро перепису населення США в 2010 році переписна місцевість мала площу 147,79 км², уся площа — суходіл.

## Демографія
Згідно з переписом 2010 року, у переписній місцевості мешкала 5231 особа в 1917 домогосподарствах у складі 1420 родин. Густота населення становила 35 осіб/км².  Було 2268 помешкань (15/км²).
Расовий склад населення:
| - 82,8 % — білих - 1,4 % — корінних американців - 0,7 % — чорних або афроамериканців - 0,4 % — азіатів - 0,1 % — вихідців з тихоокеанських островів - 11,9 % — осіб інших рас |

До двох чи більше рас належало 2,8 %. Частка іспаномовних становила 24,3 % від усіх жителів.
За віковим діапазоном населення розподілялося таким чином: 24,4 % — особи молодші 18 років, 60,7 % — особи у віці 18—64 років, 14,9 % — особи у віці 65 років та старші. Медіана віку мешканця становила 43,4 року. На 100 осіб жіночої статі у переписній місцевості припадало 102,9 чоловіків;  на 100 жінок у віці від 18 років та старших — 103,0 чоловіків також старших 18 років.
Середній дохід на одне домашнє господарство  становив 51 232 долари США (медіана — 42 794), а середній дохід на одну сім'ю — 51 345 доларів (медіана — 45 266). За межею бідності перебувало 21,8 % осіб, у тому числі 35,9 % дітей у віці до 18 років та 18,5 % осіб у віці 65 років та старших.
Цивільне працевлаштоване населення становило 1588 осіб. Основні галузі зайнятості: освіта, охорона здоров'я та соціальна допомога — 22,6 %, сільське господарство, лісництво, риболовля — 13,3 %, мистецтво, розваги та відпочинок — 10,5 %, виробництво — 8,6 %.